# Прогресс М1-10
Прогресс М1-10 — транспортный грузовой космический корабль (ТГК) серии «Прогресс», запущен к Международной космической станции. 11-й российский корабль снабжения МКС. Серийный номер 259.

## Цель полёта
Доставка на МКС более 2300 килограммов различных грузов, в числе которых продукты питания, подарки, топливо в баках системы дозаправки, воду, медицинское оборудование, белье, средства личной гигиены, а также оборудование для научных экспериментов, проводимых на МКС. Грузовой корабль также доставил на орбитальную станцию оборудование для американского сегмента станции, в том числе продукты питания, средства санитарно-гигиенического обеспечения.

## Хроника полёта
- 08.06.2003, в 14:34:19 (MSK), (10:34:19 UTC) — запуск с космодрома Байконур;
- 11.06.2003, в 15:14:53 (MSK), (11:14:53 UTC) — осуществлена стыковка с МКС к стыковочному узлу на агрегатном отсеке служебного модуля «Пирс». Процесс сближения и стыковки проводился в автоматическом режиме;
- 04.09.2003, в 23:41:44 (MSK), (19:41:44 UTC) — ТГК отстыковался от орбитальной станции и отправился в автономный полёт.

## Перечень грузов
Суммарная масса всех доставляемых грузов: 2305 кг
| Название | Масса (кг) |
| --- | ---------- |
| Топливо в баках системы дозаправки                                                                                   | 403        |
| Топливо в КДУ для МКС                                                                                                | 250        |
| Кислород | 40         |
| Оборудование для дооснащения и обслуживания бортовых систем                                                          | 34         |
| Научная аппаратура                                                                                                   | 24         |
| Оборудование для ФГБ                                                                                                 | 420        |
| Оборудование для системы обеспечения газового состава                                                                | 156        |
| Оборудование для системы электропитания                                                                              | 78         |
| Оборудование для системы водообеспечения, вода                                                                       | 451        |
| Средства санитарно-гигиенического обеспечения                                                                        | 53         |
| Контейнеры с рационами питания, свежие продукты                                                                      | 313        |
| Медицинское оборудование, бельё, средства личной гигиены и индивидуальной защиты                                     | 104        |
| Бортдокументация, посылки для экипажа                                                                                | 26         |
| Оборудование для американского сегмента, в том числе продукты питания, средства санитарно-гигиенического обеспечения | 305        |

## Научная работа
В течение месяца грузовой корабль «Прогресс М1-10» использовался в качестве исследовательской лаборатории, с помощью которой проводилась серия научных экспериментов. С помощью установленных на корабле камер велось наблюдение за районами стихийных бедствий и экологических катастроф. Данные передавались в Центр управления полётом в автоматическом режиме.